# Himen
Hymen (grecește ὑμήν "piele, pieliță", latină hymen vaginae) denumește o membrană subțire care acoperă parțial deschiderea vaginală a femeii.

## Dezvoltare (ontogeneza biologică)
În stadiile incipiente ale genezei fetale, vaginul nu prezintă deschidere. Himenul se dezvoltă dintr-un strat subțire de țesut, care separă vaginul de sinus urogenitalis și se formează din celule ale sinusului și ale vaginului. În cele mai multe cazuri, himenul se deschide încă înainte de naștere. Mărimea și forma himenului diferă mult între femei.
Unele din formele cele mai răspândite sunt:
- Annular: Himenul formează un inel în jurul deschiderii vaginale.
- Septal: Himenul formează unul sau mai multe fâșii de țesut deasupra deschiderii vaginale.
- Cribriform: Himenul acoperă întreaga deschidere vaginală, dar prezintă mai multe deschideri mici.
- Parous introitus: se referă la resturile de himen care rămân pe marginile deschiderii vaginale după nașterea unui copil.

Doar în rare cazuri himenul închide complet vaginul ca o forma specifică de ginestrezie, atresia hymenalis (sau lat. hymen imperforatus). Deoarece în asemenea cazuri la prima menstruație sângele nu se scurge, o mică intervenție chirurgicală e necesară pentru a crea o deschidere vaginală.

## Deflorație
În general se crede că himenul este lezat la primul act sexual, deflorația (deflorare). De aceea un himen intact este considerat o dovadă de virginitate, asta mai ales în culturi care pun accent pe castitatea și "nepătarea" mireselor înainte de nuntă. Sângele himenului lezat pe cearceaful nopții de nuntă este considerată dovada virginității miresei.
În realitate însă mai mult de jumătate din femei nu sângerează la primul act sexual  și himenul nu e lezat. Legenda dezvirginării sângeroase provine probabil din timpuri în care fete foarte tinere au fost măritate cu bărbați adulți. În asemenea cazuri leziuni ale organelor genitale erau normale.
Himenul poate suferi leziuni prin activitate fizică ca mersul cu bicicleta, gimnastică, prin căderi, sau prin masturbație. Nu este stabilit dacă himenul poate fi lezat prin tampoane folosite la menstruație. Există femei care se nasc fără himen. La alte femei himenul este atât de stabil, încât este necesară lărgirea deschiderii pe cale chirurgicală pentru a permite femeii sex fără dureri. Există și cazuri când himenul acoperă orificiul vaginal în întregime, ceea ce duce la blocarea scurgerii lichidului menstrual, acesta acumulându-se în vagin. În astfel de situație este nevoie de intervenție chirurgicală pentru a face o incizie în membrană. O astfel de îndepărtare a himenului pe cale chirurgicală se numește himenectomie. Datorită acestei diversități, himenul nu poate fi considerat dovadă pentru sau împotriva virginității unei fete sau femei.
La examinări ginecologice se încearcă păstrarea intactității himenului. În multe cazuri himenul este suficient de elastic pentru a rezista unei examinări vaginale prudente la o virgină.

## Reconstrucție
Reconstrucția himenului pe cale chirurgicală (reconstrucție himenală) este posibilă. La această operație, marginea himenului este reconstituită, astfel încât la un act sexual el va fi lezat și va sângera, putând livra "dovada" virginității.

## Himenul la mamifere
La unele mamifere himenul nu este decât o mică cută inelară la deschiderea vaginului. Himenul este prezent la cimpanzei, elefanți, lamantini, balene și cai .

## Malformații și variații
- Atrezie himenială – imperforație himenală, cu hematocolpos în momentul apariției menstruației.
- Himen microperforat – prezintă 2-3 orificii mici, la debutul activității sexuale, deflorarea este îngreunată și/sau necesită intervenție chirurgicală.
- Himen hipervascularizat – îngreunează deflorarea și poate cauza hemoragii; de multe ori poate fi necesară necesară deflorare chirurgicală.
- Himen inelar – viața sexuală debutează fără ruperea himenului.
- Himen aprofundat – situat la 2-4 cm de la orificiul vaginal.
- Aplazie himenială – lipsa completă a himenului.

## Refrințe
1. ↑  en  J. McCann, A. Rosas, S. Boos: Child and adolescent sexual assaults (childhood sexual abuse). en  Jason Payne-James, Anthony Busuttil, William Smock (editori): Forensic Medicine: Clinical and Pathological Aspects, Greenwich Medical Media, London 2003, 460.
2. ↑  Adams, Joyce A.; Botash, Ann S.; Kellogg, Nancy (martie 2004). „Differences in hymenal morphology between adolescent girls with and without a history of consensual sexual intercourse”. Archives of Pediatrics & Adolescent Medicine. 158 (3): 280–285. doi:10.1001/archpedi.158.3.280 . ISSN 1072-4710. PMID 14993089. Subjects who admitted having past intercourse still had non disrupted, intact hymens in 52% of cases.
3. ↑  „New York Times Is Wrong about Hymens--But They Are Not Alone”. Psychology Today (în engleză). Accesat în 8 septembrie 2018.
4. ↑  Blank, Hanne (2007). Virgin: The Untouched History. Bloomsbury Publishing. p. 23. ISBN 1596910100.
5. ↑  Blackledge, Catherine (2004). The Story of V. Rutgers University Press. ISBN 0813534550. Hymens, or vaginal closure membranes or vaginal constrictions, as they are often referred to, are found in a number of mammals, including llamas, ...